# Przysięga oczyszczająca
Przysięga oczyszczająca (łac. iuramentum purgatorium) – środek dowodowy o charakterze samoprzekleństwa. Była składana przez osobę oskarżoną, czasem (jeśli prawo tego wymagało) wespół z innymi coniuratores (wspomina o tym Księga elbląska). W polskim prawie rycerskim był to najważniejszy z dowodów.
Przysięgę oczyszczającą złożyli m.in.:
- papież Leon III 23 grudnia 800, gdy oskarżono go o krzywoprzysięstwo;
- Henryk II Plantagenet, gdy odżegnywał się od moralnego udziału w zabójstwie Tomasza Becketa;
- Zofia Holszańska w 1427 roku, gdy oskarżono ją o zdradę małżeńską.

## Samoprzekleństwo
Przysięgający rzucał na siebie warunkową klątwę w razie krzywoprzysięstwa. Przykładem takiej klątwy jest Niech mi Pan to uczyni i tamto dorzuci jeśli coś innego niż śmierć oddzieli mnie od ciebie! (Księga Rut 1,17 ) czy Jeżeli dochowam tej przysięgi i nie złamię jej, obym osiągnął pomyślność w życiu i pełnieniu swej sztuki, ciesząc się uznaniem ludzi po wszystkie czasy; w razie jej przekroczenia i złamania niech mię los przeciwny dotknie. (Przysięga Hipokratesa)

## Przysięga oczyszczająca wespół z innymi
Przysługiwała ona pozwanemu w tych przypadkach, gdy prawo przyznawało mu bliższość do dowodu. Przeważnie przysięga samej strony była niewystarczająca. Prawo z reguły wymagało jej składania wespół z innymi osobami, współprzysiężnikami (coniuratores, consacramentales), których liczba wynosić mogła od dwóch do siedemdziesięciu dwóch — w zależności od wagi przestępstwa i od stanu społecznego przysięgającego.
Im przestępstwo było cięższe, tym wymagana była większa liczba współprzysiężników; np. według prawa rypuarskiego zabójstwo wolnego pociągało karę 200 solidów lub gdy pozwany zaprzeczył — przysięgi z 12 przysiężnikami. Zabicie kobiety w wieku do lat 40 pociągało karę 600 solidów lub przysięgi oczyszczającej wraz z 72 współprzysiężnikami itp. Z kolei przysięga osoby wyższego stanu miała większy walor niż przysięga człowieka z pospólstwa. Zdarzało się, że z przestępstwa wymagającego liczby 12 przysiężników rycerz mógł się oczyścić przysięgą "samotrzeć", a więc z dwoma przysiężnikami, a nawet mógł być w ogóle przez sąd od przysięgi zwolniony.
Współprzysiężnicy nie składali przysięgi co do prawdziwości twierdzenia strony, tj. co do faktów mających być przedmiotem dowodu, a tylko świadczyli swą przysięgą o wiarygodności osoby przysięgającego (...) Podobną, co współprzysiężnicy rolę w procesie odgrywali świadkowie, których znaczenie było ówcześnie bardzo ograniczone. Przede wszystkim początkowo świadkami mogli być tylko ci, którzy kiedyś byli specjalnie zaproszeni do uczestnictwa przy jakimś akcie prawnym, a obecnie potwierdzali ten fakt przed sądem, jako tzw. świadkowie przywołani (testes rogati), a nie przypadkowi uczestnicy zdarzeń.
Zeznania swoje świadkowie składali w formie przysięgi, która w odróżnieniu od przysięgi współprzysiężników stanowiła potwierdzenie podanej przez stronę tezy (iuramentum assertorium). Nie mogli oni natomiast twierdzeń strony zmieniać lub uzupełniać. Zeznanie ich miało więc charakter czysto formalny. Dopiero w późnym średniowieczu, wraz z dążeniami do poznania prawdy w procesie, ważnym środkiem dowodowym staną się zeznania świadków w ścisłym tego słowa znaczeniu, tj. przypadkowych obserwatorów faktów i zdarzeń będących przedmiotem dowodu.